# 司马悦
司马悦（462年—508年11月15日），字庆宗，河内郡温县（今河南省焦作市温县）人，出自三祖司马氏琅琊房，北魏侍中、开府仪同三司、吏部尚书、司空公、琅琊康王司马金龙第三子，北魏官员。

## 生平
司马悦虚龄十四时以功臣子弟担任禁卫军，太和年间，北魏设置司州，司马悦被选中担任司州主簿，很快升任司空司马、大将军司马，外任立节将军、建兴郡太守。当时咸阳王元禧出任司州牧，朝廷以司马悦出任宁朔将军、司州别驾，辅佐元禧。司马悦的儿子司马朏娶华阳公主，女儿司马显姿为元恪贵嫔。司马悦升任太子左卫率、河北郡太守。
魏宣武帝元恪初年，司马悦出任镇远将军、豫州刺史。当时有汝南郡上蔡人董毛奴，携带五千钱死在路上。郡县都怀疑是百姓张堤打劫，又在张堤家中找到五千钱。张堤害怕拷打，就自行承认杀了人。罪案送到豫州后，司马悦观色察言，怀疑案子不实。司马悦引见董毛奴的哥哥董灵之，对他说：“杀人抢钱，当时困顿窘迫，应该有所遗留，这个贼人到底留下了什么东西？”董灵之说：“只留下一个刀鞘而已。”司马悦拿刀鞘观察，说：“这不是董毛奴乡邻所为。”司马悦召见州城的刀匠给他们看刀鞘，有个叫郭门的上前说：“这刀鞘是我亲手制作，去年卖给了外城居民董及祖。”司马悦逮捕了董及祖，责问他说：“你为什么杀人抢钱留下刀鞘？”董及祖从实认罪，董灵之又在董及祖身上董毛奴身穿的黑色短衣，董及祖被依法处死。司马悦审查案件，大多是这样，豫州在魏收完成《魏书》的年代都还在称赞司马悦。
正始元年（504年），司马悦担任别将，和镇南将军元英进攻义阳并攻克。八月，魏宣武帝诏令改南梁司州为郢州，以司马悦出任征虏将军、郢州刺史。梁武帝萧衍派遣豫州刺史马仙琕，左军将军、永阳戍主陈可等人率领一万军队，从三关南六十里凭借山势建城，名为竹敦，又派遣辅国将军、济阴太守蓟沛率领两千精兵驻守竹敦。南梁之后又在关南四十里麻阳旧栅建城，马仙琕轻骑来往东西为调度。关南的百姓多数心存观望。被司马悦命令西关统军诸灵凤突然袭击，击败南梁，烧光南梁的城楼储备，俘虏蓟沛和辅国将军、军主刘灵秀。魏宣武帝诏令说曰：“司马悦首先谋取义阳，征战掠地获得胜利。况且他离开京城已久，多次请求回朝。准许满足他的心愿，让他前来朝廷。”魏宣武帝很快诏令司马悦以本将军出任豫州刺史。之后论及义阳的功勋，封司马悦为渔阳县开国子，食邑三百户。
永平元年，豫州城百姓白早生图谋叛逆，十月七日（508年11月15日），白早生将司马悦斩首后把首级送给南梁，司马悦时年虚岁四十七。魏宣武帝派遣中黄门缑荣监护丧事，赠予帛一千匹。很快邢峦收复悬瓠，魏宣武帝诏令说：“司马悦突然遭遇横祸，身首异处，作为国家的亲戚和昔日的功臣，特别应当悼念。主书董绍，奉命执行公务，在异国被关押，值得怜悯。尚书可以斟酌敌将齐苟儿等四人中遣散二人，敕令扬州负责移送，换取司马悦的首级和董绍，迎接回籍，抚慰死者和生者。”永平四年二月丁卯朔十八日甲申（511年4月1日），司马悦葬于温县西乡岭山南侧，朝廷派遣谒者赠予司马悦平东将军、青州刺史，赐给帛三百匹，谥号庄。儿子司马朏继承爵位。

## 住所
司马悦的住宅位于洛阳城东东安里，与济州刺史刁宣、幽州刺史李䜣、豫州刺史公孙骧为邻居。

## 家庭

### 祖父
- 司马楚之，北魏侍中、征南大将军、开府仪同三司、琅琊贞王[1]

### 父母
- 司马金龙，北魏侍中、开府仪同三司、吏部尚书、司空公、琅琊康王[1]
- 钦文姬辰，北魏侍中、太尉、陇西王、直勤贺豆跋之女

### 兄弟姐妹
- 司马延宗
- 司马纂，北魏河內邑中正
- 司马徽亮，北魏琅邪公

### 子女
- 司马朏，北魏镇远将军、员外散骑常侍、渔阳县子
- 司马彦，北魏使持节、车骑大将军、仪同三司、利州刺史、平阳县开国子[16]
- 司马显明，长女，嫁北魏宣威将军、定州抚军府长史高雅[17]
- 司马显姿，第三女，魏宣武帝第一贵嫔夫人
- 司马裔，遗腹子，北周使持节、大将军、开府仪同三司、西宁州刺史、琅邪定公